# TRAVEL (마마무의 EP)
《TRAVEL》은 2020년 11월 3일에 발매된 대한민국의 걸그룹 마마무의  EP이다.

## 개요

### 곡 소개
타이틀 곡 <AYA>는 아라비아풍 플루트 사운드가 전반적인 분위기를 이끌고 여기에 레게 리듬이 더해져 한 층 더 그루비하고 이국적인 사운드가 돋보이는 곡이다. 특히 한 곡 안에 다양한 변주를 녹여내어 드라마틱하고 화려한 퍼포먼스를 더욱 빛냈다. 뿐만 아니라 변해버린 사랑은 마치 ‘썩은 이빨’과도 같으니, 그런 ‘썩은 이빨’은 뽑아내야 한다는 독창적이고 강렬한 가사가 공감을 이끌어낸다.
선공개 곡 <딩가딩가 (Dingga)>는 마마무가 코로나19로 인해 멀어져 가는 사람 간의 거리, 외로운 일상 속에서 다 같이 ‘딩가딩가’ 하면서 놀고 싶은 마음을 표현한 곡이다.
<잘자 (good night)>는 보고싶은 사랑하는 사람에게 '잘자'라는 인사를 하며 항상 지켜주고 싶은 애인의 마음을 표현한 곡이다.
<TRAVEL>은 코로나19로 인해 집에만 있어 심심하고 여행가고 싶은 마음을 경쾌하게 음악으로 표현해낸 곡이다.

### 앨범 소개
지난 10월 마마무는 열 번째 미니앨범 [TRAVEL]의 스페셜 선공개 곡 ‘딩가딩가 (Dingga)’를 발표하며 컴백의 성공적인 신호탄을 쏘아 올렸고, 완전체 컴백의 기대감을 최고조로 끌어올렸다. ‘노는 게 제일 좋은’ 마마무가 많은 사람들에게 위로를 건네며 사랑을 받는 중, 완벽하게 상반된 여태껏 어디서도 보지 못했을 강렬한 매력을 가득 새겨 다시 찾아온다.
[TRAVEL]은 마음 놓고 여가를 즐기기 어려운 요즘 같은 상황에서 음악으로나마 어디론가 여행을 떠나는 듯한 설렘과 위로의 메시지를 노래한다. 또한 여행은 혼자될 용기를 내야 할 때도 있는 것처럼 약간의 두려움이 공존하기도 하는 인생의 여러 단면을 비유하며 마마무가 가진 다양한 매력을 총망라한 완성도 높은 앨범을 선보인다. 드라이브에 어울리는 재기발랄 청량한 곡부터, 이국적인 분위기에 와일드한 퍼포먼스로 화려하게 눈을 사로잡는 곡까지 매 앨범 독보적인 콘셉트로 화제의 중심에 서는 마마무를 다시 한번 기대하게 한다.

## 트랙 리스트
| #            | 제목                  | 작사                       | 작곡                 | 편곡  | 재생 시간 |
| ------------ | --------------------- | -------------------------- | -------------------- | ----- | --------- |
| 1.           | 〈TRAVEL〉            | 김도훈, 박우상, 문별       | 김도훈, 박우상       | 3:32  |           |
| 2.           | 〈딩가딩가〉          | 김도훈, 박우상, 문별       | 김도훈, 박우상, 화사 | 2:59  |           |
| 3.           | 〈AYA〉               | 김도훈, 이상호, 문별       | 김도훈, 이상호, 문별 | 3:31  |           |
| 4.           | 〈척 (Chuck)〉        | 김도훈, TENTEN, 문별       | 김도훈, TENTEN       | 3:17  |           |
| 5.           | 〈Diamond〉           | 김이나, 박우상             | 김도훈, 박우상       | 2:40  |           |
| 6.           | 〈잘자 (Good Night)〉 | 전다운, 코코두부아빠, 문별 | 전다운, 코코두부아빠 | 4:09  |           |
| 총 재생 시간 | 총 재생 시간          | 총 재생 시간               | 총 재생 시간         | 20:08 |           |

## 앨범 성적

### 앨범 초동
| 날짜          | 일일 판매량 | 누적 판매량 |
| ------------- | ----------- | ----------- |
| 11월 3일 (화) | 101,3××장   | 101,3××장   |
| 11월 4일 (수) | 2,8××장     | 104,2××장   |
| 11월 5일 (목) | 3,3××장     | 107,5××장   |
| 11월 6일 (금) | 5,9××장     | 113,5××장   |
| 11월 7일 (토) | 5,6××장     | 119,1××장   |
| 11월 8일 (일) | 1××장       | 119,3××장   |
| 11월 9일 (월) | 9,5××장     | 128,9××장   |
| 총 판매량     | 총 판매량   | 128,9××장   |

### 누적 판매량
| 기간   | 기간           | 월간 판매량 | 누적 판매량 |
| ------ | -------------- | ----------- | ----------- |
| 2020년 | 11월           | 164,167장   | 164,167장   |
| 2020년 | 12월           | 5,683장     | 169,850장   |
| 2020년 | 연간 총 판매량 | 169,850장   | 169,850장   |

- 발매 당시 전 세계 29개 지역 아이튠즈 톱 앨범 차트 1위
- 발매 당시 월드와이드 아이튠즈 앨범 차트 1위